# Chen Shi
Chen Shi (181 - printemps 230) est un général des Shu. On suppose souvent qu'il était le père de Chen Shou, l’auteur du San guo Zhi (documents historiques sur la période des Trois Royaumes). Alors qu’il est commandant de garnison lors de l’assaut de la montagne Dingjun par Huang Zhong et Fa Zheng, il se porte volontaire pour repousser les troupes ennemies menées par Xiahou Shang. Cependant, il se fait capturer par Xiahou Yuan et est retourné aux siens lors d’un échange de prisonniers. Il aide ensuite Huang Zhong à repousser Zhang He et contribue ainsi à la conquête de la montagne Dingjun.
En l’an 229, Chen Shi est envoyé par Liu Shan afin d’assister Zhuge Liang dans sa troisième campagne militaire contre les Wei. En se dirigeant avec d’autres officiers vers la vallée de Gu, il ignore les instructions de Zhuge Liang et se fait prendre dans une embuscade des Wei en subissant de lourdes pertes. Peu après, Zhuge Liang le fait exécuter pour insubordination.